# Бызов, Владимир Фёдорович

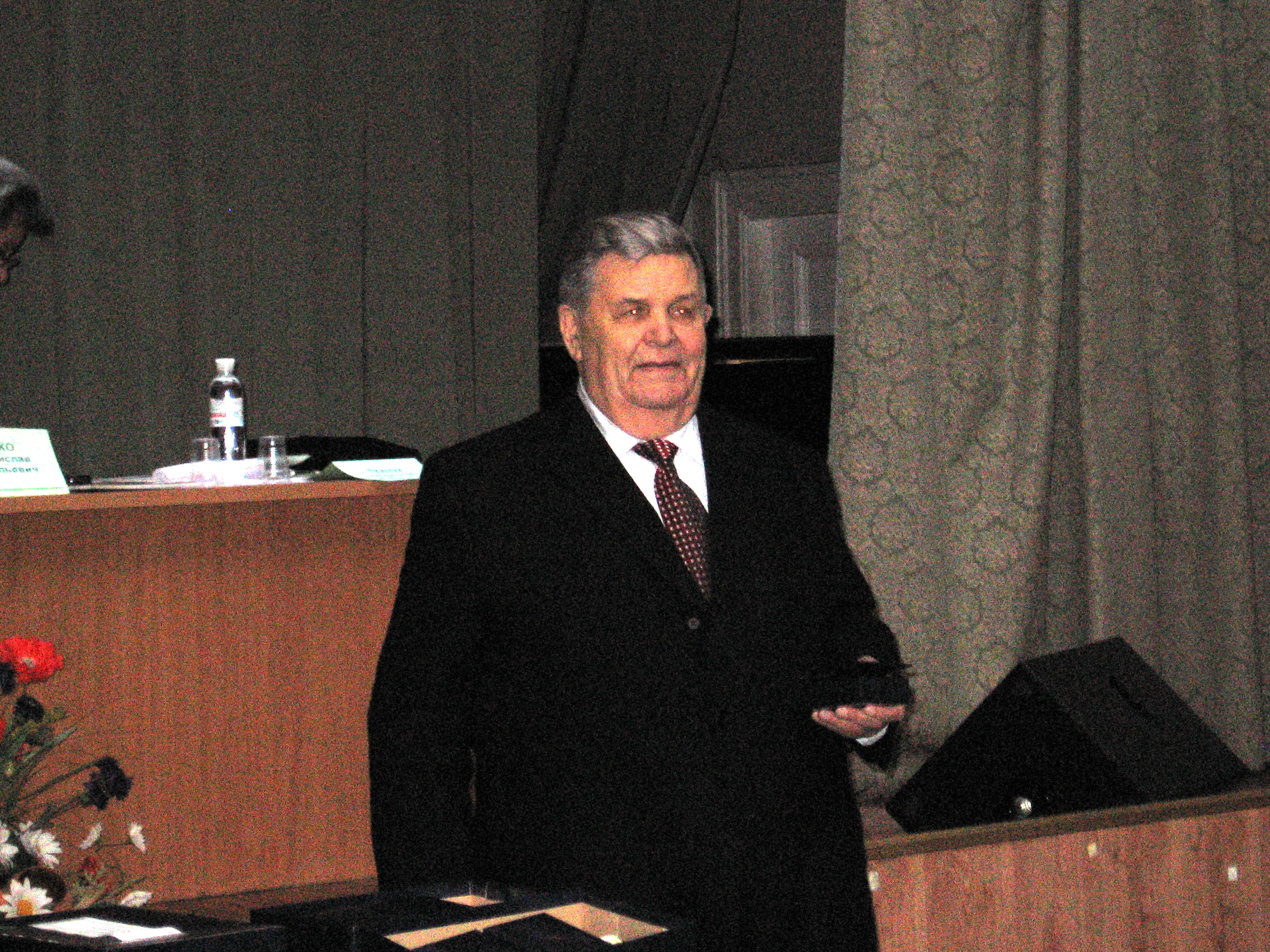
Бызов Владимир Фёдорович, декабрь 2010 года

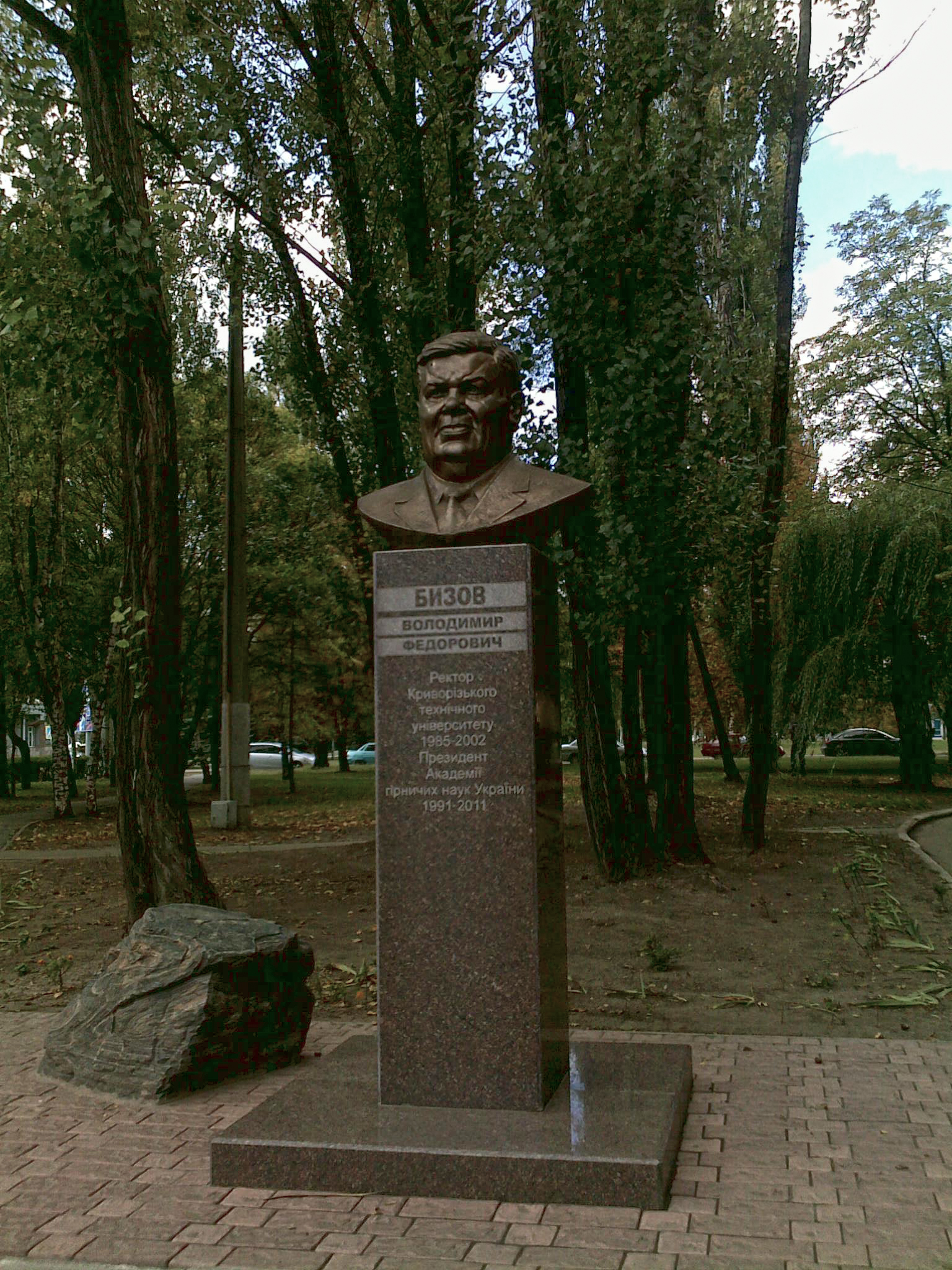

Владимир Фёдорович Бызов (17 августа 1937, Пушкино, Омский район — 24 апреля 2011, Кривой Рог, Днепропетровская область) — советский и украинский учёный, профессор, доктор технических наук, заслуженный деятель науки и техники Украины, лауреат Государственной премии Украины в области науки и техники.

## Биография
Родился 17 августа 1937 года в селе Пушкино, Омская область, СССР.
После окончания Гвоздецкой средней школы, в 1954 году, поступил в Криворожский горнорудный институт, который окончил в 1959 году.
В 1959—1965 годах работал горным мастером, начальником участка шахты «Южная» Рудоуправления имени XX партсъезда Минчермета СССР.
С 1965 года — младший научный сотрудник, старший инженер научно-исследовательского сектора, аспирант в Криворожском горнорудном институте. В апреле 1966 года защитил кандидатскую диссертацию на тему «Исследование и выбор параметров буровзрывных работ при открытой разработке месторождений». С 1966 года — старший преподаватель, доцент, заведующий кафедрой высшей математики.
В 1980 году после защиты докторской диссертации на тему «Исследование параметров систем усреднения качества железных руд на карьерах», назначается проректором по учебной работе, а в 1985 году — ректором института и избирается заведующим кафедрой открытой разработки месторождений полезных ископаемых. В должности ректора Криворожского технического университета до 2002 года.
В 1981 году получил степень доктора технических наук, в 1983 году присвоено учёное звание профессора.
В 1991 году организовал Академию горных наук Украины, был избран первым её президентом. Избирался председателем специализированного совета по защите докторских диссертаций.
Умер 24 апреля 2011 года в Кривом Роге. Похоронен на кладбище села Ранний Ранок на Криворожье, рядом со своим сыном.

## Научная деятельность
Основатель научной школы по теории управления качеством сырья горных предприятий. Автор 3 монографий, более 200 научных статей, 38 авторских свидетельств. Подготовил 7 докторов и 14 кандидатов наук.
Под его руководством подготовлено издание «Библиотека горного инженера» в 14 томах.
Член оргкомитета Международного горного конгресса, Всемирной ассоциации горных профессоров и Нью-Йоркской академии наук, действительный член Российской Академии естественных наук.

### Научные труды
- Бизов, В. Ф. Основи алгоритмізації обчислень з прикладами мовою Паскаль :  [укр.] / В. Ф. Бизов, В. М. Коробко ; М-во освіти і науки України. — Кривий Ріг : Мінерал, 2003. — 171 с. — ISBN 966-7103-63-3.
- Бизов, В. Ф. Проектування гірничих підприємств : Підруч. для студ. вищ. навч. закл. за напрямком «Гірництво» :  [укр.]. — Кривий Ріг : Мінерал, 2003. — 341 с. — ISBN 966-7103-83-8.
- Енергозабезпечення гірничих підприємств : Підручник для студентів вищих навчальних закладів за напрямом «Гірництво» :  [укр.] / В. Ф. Бизов, В. С. Моркун. — Кривий Ріг : Мінерал, 2003. — 266 с. — ISBN 966-7103-96-Х.
- Бизов В. Ф., Корж В. А. Підземні гірничі роботи. Т. XII: Підручник для студентів вищих навчальних закладів за напрямом «Гірництво». – Кривий Ріг: Мінерал, 2003. – 286 с.

## Награды
- Орден «Знак Почёта»;
- Медаль «Ветеран труда»;
- Медаль «В ознаменование 100-летия со дня рождения Владимира Ильича Ленина»;
- Заслуженный деятель науки и техники Украины (1998);
- Государственная премия Украины в области науки и техники (1 декабря 1999) — за создание высокоэффективных экологоориентированных технологий добычи полезных ископаемых на основе управления состоянием горного массива и внедрение их на карьерах Украины[1];
- Знак «За заслуги перед городом» (Кривой Рог);
- именная награда ассоциации «Комсомолец Кривбасса».

## Память
- Памятник-бюст возле главного корпуса Криворожского национального университета[2][3][4];
- Улица Владимира Бызова в Кривом Роге[5].